# Спортивна гімнастика на літніх Олімпійських іграх 2024 — різновисокі бруси (жінки)
Змагання зі спортивної гімнастики на різновисоких брусах серед жінок на літніх Олімпійських іграх 2024 відбулися 4 серпня 2024 року на АккорГотелс Арені. 

## Формат змагань
Гімнастки, що посіли перші 8 місць у цій вправі у кваліфікаційному раунді (але щонайбільше 2 від НОК) виходять до фіналу. У фіналі вони знову мають виконати цю вправу, а оцінки кваліфікаційного раунду не враховуються.

## Результати

### Кваліфікація
| Місце | Гімнастка            | Оц. скл. | Оц. вик. | Штр. | Загалом | Qual. |
| ----- | -------------------- | -------- | -------- | ---- | ------- | ----- |
| 1     | Кайлія Немур (ALG)   | 7,1      | 8,500    |      | 15,600  | Q     |
| 2     | Цю Ціюань (CHN)      | 6,8      | 8,266    |      | 15,066  | Q     |
| 3     | Суніса Лі (USA)      | 6,4      | 8,466    |      | 14,866  | Q     |
| 4     | Ніна Дервал (BEL)    | 6,5      | 8,233    |      | 14,733  | Q     |
| 5     | Чжан Їхань (CHN)     | 6,4      | 8,300    |      | 14,700  | Q     |
| 6     | Аліса Д'Амато (ITA)  | 6,3      | 8,366    |      | 14,666  | Q     |
| 7     | Ребекка Дауні (GBR)  | 6,6      | 8,066    |      | 14,666  | Q     |
| 8     | Гелен Кеврік (GER)   | 6,2      | 8,400    |      | 14,600  | Q     |
| 9     | Сімона Байлс (USA)   | 6,2      | 8,233    |      | 14,433  | R1    |
| 10    | Ребека Андраде (BRA) | 6,1      | 8,300    |      | 14,400  | R2    |
| 11    | Санна Веєрман (NED)  | 6,4      | 8,000    |      | 14,400  | R3    |

### Фінал
| Місце | Гімнастка           | Оц. скл. | Оц. вик. | Штр. | Загалом |
| ----- | ------------------- | -------- | -------- | ---- | ------- |
| 1     | Кайлія Немур (ALG)  | 7,200    | 8,500    |      | 15,700  |
| 2     | Цю Ціюань (CHN)     | 7,200    | 8,300    |      | 15,500  |
| 3     | Суніса Лі (USA)     | 6,400    | 8,400    |      | 14,800  |
| 4     | Ніна Дервал (BEL)   | 6,500    | 8,266    |      | 14,766  |
| 5     | Аліса Д'Амато (ITA) | 6,400    | 8,333    |      | 14,733  |
| 6     | Гелен Кеврік (GER)  | 6,400    | 8,166    |      | 14,566  |
| 7     | Ребекка Дауні (GBR) | 6,500    | 7,133    |      | 13,633  |
| 8     | Чжан Їхань (CHN)    | 6,100    | 6,700    |      | 12,800  |